# Amphipyra striata
Amphipyra striata är en fjärilsart som beskrevs av Barend J. Lempke 1949. Amphipyra striata ingår i släktet Amphipyra och familjen nattflyn. Inga underarter finns listade i Catalogue of Life.